# زودوالده
زودوالده (به آلمانی: Sudwalde) یک شهر در آلمان است که در دیفولتس واقع شده‌است. زودوالده ۱٬۰۷۴ نفر جمعیت دارد.